# Державне агентство водних ресурсів України
Державне агентство водних ресурсів України (Держводагентство) — центральний орган виконавчої влади, який реалізує державну політику у сфері розвитку водного господарства, управління, використання та відтворення поверхневих водних ресурсів. Діяльність агентства спрямовується і координується Кабінетом Міністрів України через Міністра захисту довкілля та природних ресурсів. Будівля Держводагентства розташована в Києві по вулиці Великій Васильківській, 8
Основними завданнями Держводагентства є:
- реалізація державної політики у сфері управління, використання та відтворення поверхневих водних ресурсів, розвитку водного господарства;
- внесення пропозицій щодо забезпечення формування державної політики у сфері розвитку водного господарства, управління, використання та відтворення поверхневих водних ресурсів.

## Історія
- 1954—1960 — головне управління водного господарства при Раді Міністрів УРСР
- 1960—1963 — Державний комітет Ради Міністрів УРСР по водному господарству
- 1963—1965 — Державний виробничий комітет по зрошувальному землеробству та водному господарству
- 1965—1990 — Міністерство меліорації і водного господарства УРСР[3]
- 1990—1991 — Міністерство водних ресурсів і водного господарства УРСР
- 1991—2011 — Державний комітет України по водному господарству
- з 2011 — Державне агентство водних ресурсів України[4]

## Відзнаки Державного агентства водних ресурсів України
Відомчі заохочувальні відзнаки Державного агентства водних ресурсів України — нагороди, запроваджені з метою заохочення та відзначення особистих трудових досягнень у професійній, службовій діяльності, за особливі заслуги під час виконання службових обов'язків працівників Державного агентства водних ресурсів України, підприємств, установ, організацій, що належать до сфери його управління.

### З історії впровадження
Чинна система нагород була затверджена 13 лютого 2013 року наказом Міністерства екології та природних ресурсів України № 51 «Про затвердження Положення про відомчі заохочувальні відзнаки Державного агентства водних ресурсів України» на вимогу Указу Президента України № 365/2012 від 30 травня 2012 року «Про відомчі заохочувальні відзнаки».

### Загальні положення

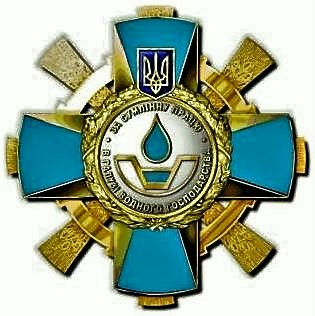
Нагрудний знак Держводагентства України «За сумлінну працю в галузі водного господарства»

Державне агентство водних ресурсів України має такі відомчі заохочувальні відзнаки (далі — відзнаки):
1) Подяка Державного агентства водних ресурсів України;
2) Грамота Державного агентства водних ресурсів України;
3) Почесна грамота Державного агентства водних ресурсів України;
4) Нагрудний знак «За сумлінну працю в галузі водного господарства».

### Нагрудний знак «За сумлінну працю в галузі водного господарства»
Відомча заохочувальна відзнака Державного агентства водних ресурсів України — нагрудний знак «За сумлінну працю в галузі водного господарства» виготовляється із жовтого металу і має форму прямого рівностороннього хреста, розбіжні сторони якого залито емаллю блакитного кольору, накладеного на зображення шестерні та восьми снопів пшениці. У верхній частині хреста розташовано малий Державний Герб України. Пшениця символізує родючість землі, гарантування врожаїв, забезпечення продовольчої безпеки держави завдяки водним ресурсам.
Зображення шестерні символізує високотехнологічне обладнання, яке використовується у водогосподарській галузі. У центрі хреста вміщено круглий медальйон з білої емалі, обрамлений вінком лаврового листя. У медальйоні вміщено зображення краплі води, під яким — поперечний розріз меліоративного каналу. Крапля води символізує водні ресурси України. Меліоративний канал зображений як носій водних ресурсів. У медальйоні по колу розміщено напис «За сумлінну працю в галузі водного господарства». Розмір нагрудного знака — 43×43 мм. Усі зображення та написи рельєфні, пружки хреста — з жовтого металу. На зворотному боці нагрудного знака є застібка для прикріплення до одягу.

## Керівництво

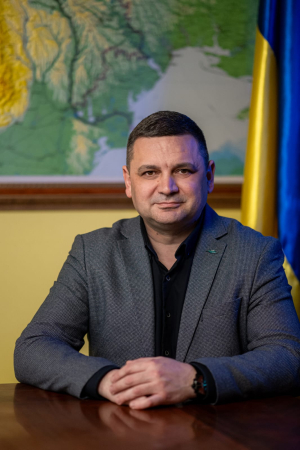
Ігор Гопчак

#### Гопчак Ігор Васильович
Голова Державного агентства водних ресурсів України – український державний службовець, науковець, випускник Національний університет водного господарства та природокористування, в якому здобув кваліфікації інженера-еколога та магістра з екології і охорони навколишнього середовища.
З 2005 року займається науково-викладацькою діяльністю.
У 2007 році захистив кандидатську дисертацію в Київський національний університет імені Тараса Шевченка на тему «Екологічна оцінка стану поверхневих вод Волинської області та нормування їх якості» та здобув науковий ступінь кандидата географічних наук зі спеціальності «Гідрологія суші, водні ресурси, гідрохімія».
У 2021 році захистив докторську дисертацію в Інституті водних проблем і меліорації НААН України на тему: «Наукові засади збереження та відродження малих річок Західного Полісся України» та здобув науковий ступінь доктора технічних наук зі спеціальності «Сільськогосподарські меліорації».
З грудня 2020 року працював на посаді заступника директора департаменту — начальника відділу забезпечення водними ресурсами Департаменту управління водними ресурсами, з червня 2022 року – заступник Голови Держводагентства, а з жовтня 2024 року – тимчасово виконував обов’язки Голови Державного агентства водних ресурсів України.
11 квітня 2025 року відповідним розпорядженням Уряд України офіційно затвердив призначення Ігоря Гопчака на посаду Голови Держводагентства.

### Ковальов Ігор Олександрович

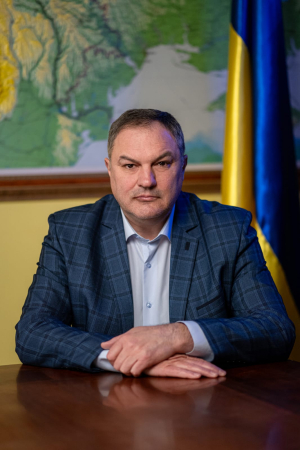
Ігор Ковальов

Український державний службовець (народився у м. Сніжне на Донеччині), перший заступник Голови Державного агентства водних ресурсів України.
Отримав три вищі освіти: Донецький політехнічний інститут (1992), Українська академія державного управління при Президентові України (2000) та Міжнародний інститут менеджменту (2015).
Має великий досвід роботи в різних галузях економіки, пройшовши шлях від гірничого майстра вугледобувного підприємства до керівника структурних підрозділів органів державної влади.
Добре обізнаний з функціонуванням водогосподарської галузі. Упродовж 2020–2023 років обіймав посади директора департаменту управління водними ресурсами, начальника управління із забезпечення діяльності Голови та зв’язків з громадськістю Державного агентства водних ресурсів України.
Працював Генеральним директором Директорату ресурсоефективних трансформацій Міністерства енергетики України.
7 січня 2025 року призначений на посаду першого заступника Голови Державного агентства водних ресурсів України 

### Філатов Герман Олександрович

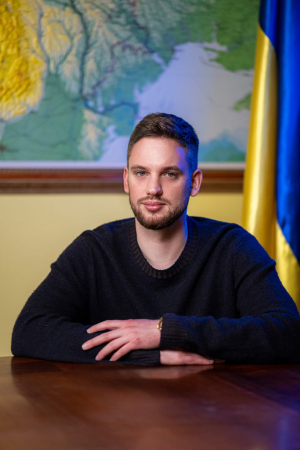
Герман Філатов

Український державний службовець, 3-го рангу, заступник Голови Державного агентства водних ресурсів України з питань цифрового розвитку, цифрових трансформацій і цифровізації (CDTO).
Отримав дві вищі освіти. Закінчив Державний вищий навчальний заклад «Університет банківської справи» (2019) за спеціальністю «Облік та оподаткування» та Національна академія внутрішніх справ за спеціальністю «Право» (2020).
Має великий досвід роботи в сфері правової експертизи. Протягом 2021–2025 років працював в Міністерство розвитку громад та територій України на різних посадах. У лютому 2025 року звільнився з посади директора Департаменту взаємодії з органами державної влади цього міністерства.
21 лютого 2025 року призначений на посаду заступника Голови Державного агентства водних ресурсів України з питань цифрового розвитку, цифрових трансформацій і цифровізації.

### Попередні голови:
Янчук Михайло Олександрович — Голова Державного агентства водних ресурсів України з 28 листопада 2023 по 10 жовтня 2024 року.
Латиш Наталія Сергіївна — тимчасово виконуюча обов’язки Голови Державного агентства водних ресурсів України з 3 травня 2023 по 27 листопада 2023 року
Кузьменков Олексій Олександрович — в.о. з липня 2021, голова з червня 2022 по червень 2023.
Шліхта Валентин Михайлович — голова з липня 2020 по липень 2021.
Хорєв Михайло Юрійович — т.в.о. голови з 28 жовтня 2019.
Овчаренко Ірина Іванівна — в.о. з травня 2015, голова з грудня 2016 до 28 жовтня 2019.
Чунарьов Олексій Васильович — т.в.о. голови з жовтня 2014 по травень 2015.
Сташук Василь Андрійович — голова до 2014 року.
Бакай Ігор Михайлович — голова Комітету у 2003 році.
Хорєв Віктор Максимович — Міністр, голова Комітету з 1990 по 2003 рік.

## Нормативно-правова база
- Конституція України
- Водний кодекс України від 6 червня 1995 року № 213/95-ВР [Архівовано 25 березня 2019 у Wayback Machine.]
- Закон України від 24 травня 2012 року № 4836-VI «Про затвердження Загальнодержавної цільової програми розвитку водного господарства та екологічного оздоровлення басейну річки Дніпро на період до 2021 року» [Архівовано 20 жовтня 2018 у Wayback Machine.]
- Закон України від 14 січня 2000 року № 1389-XIV «Про меліорацію земель» [Архівовано 25 березня 2019 у Wayback Machine.]
- Закон України від 26 вересня 2006 року № 185-V «Про управління об'єктами державної власності» [Архівовано 25 березня 2019 у Wayback Machine.]
- Закон України 25 червня 1991 року № 1264-XII «Про охорону навколишнього природного середовища» [Архівовано 25 березня 2019 у Wayback Machine.]
- Закон України від 21 грудня 2010 року № 2818-VI «Про Основні засади (стратегію) державної екологічної політики України на період до 2020 року» [Архівовано 25 березня 2019 у Wayback Machine.]
- Закон України від 4 жовтня 2016 року № 1641-VIII «Про внесення змін до деяких законодавчих актів України щодо впровадження інтегрованих підходів в управлінні водними ресурсами за басейновим принципом» [Архівовано 25 березня 2019 у Wayback Machine.]
- Закон України від 07.02.2017 № 1830-VIII «Про внесення змін до деяких законодавчих актів України, що регулюють відносини, пов'язані з одержанням документів дозвільного характеру щодо спеціального водокористування» [Архівовано 25 березня 2019 у Wayback Machine.]
- Постанова Верховної Ради від 5 березня 1998 року № 188/98-ВР «Про Основні напрями державної політики України у галузі охорони довкілля, використання природних ресурсів та забезпечення екологічної безпеки» [Архівовано 25 березня 2019 у Wayback Machine.]
- Указ Президента України № 381/2017 «Про додаткові заходи щодо розвитку лісового господарства, раціонального природокористування та збереження об'єктів природно-заповідного фонду» [Архівовано 25 березня 2019 у Wayback Machine.]
- Розпорядження Кабінету Міністрів України від 11 жовтня 2016 року № 738-р «Про виділення коштів для завершення у 2016 році будівництва гідротехнічної споруди на Північно-Кримському каналі» [Архівовано 25 березня 2019 у Wayback Machine.]
- Постанова Кабінету Міністрів України від 20 серпня 2014 р. № 393 «Про затвердження Положення про Державне агентство водних ресурсів України» [Архівовано 25 березня 2019 у Wayback Machine.]
- Постанова Кабінету Міністрів України від 26 жовтня 2011 року № 1101 «Про затвердження переліку платних послуг, які можуть надаватися бюджетними установами та організаціями, що належить до сфери управління Державного агентства водних ресурсів України, на замовлення юридичних і фізичних осіб» [Архівовано 14 грудня 2018 у Wayback Machine.]
- Постанова Кабінету Міністрів України від 10 березня 2017 року № 126 «Про призначення уповноважених Кабінету Міністрів України з питань співробітництва на прикордонних водах та їх заступників» [Архівовано 25 березня 2019 у Wayback Machine.]
- Постанова Кабінету Міністрів України від 29.03.2017 № 205 «Про затвердження Порядку використання коштів, передбачених у державному бюджеті для розвитку та поліпшення екологічного стану зрошуваних та осушених систем» [Архівовано 25 березня 2019 у Wayback Machine.]
- Постанова Кабінету Міністрів України від 18 травня 2017 року № 336 «Про затвердження Порядку розроблення плану управління річковим басейном» [Архівовано 25 березня 2019 у Wayback Machine.]
- Наказ Міністерства екології та природних ресурсів України «Про виділення суббасейнів та водогосподарських ділянок у межах встановлених районів річкових басейнів» [Архівовано 25 березня 2019 у Wayback Machine.]
- Наказ Міністерства екології та природних ресурсів України від 26.01.2017 № 23 «Про затвердження Типового положення про басейнові ради», який зареєстровано у Мін'юсті 17 лютого 2017 р. за № 231/30099 [Архівовано 25 березня 2019 у Wayback Machine.]
- Наказ Міністерства екології та природних ресурсів України від 26.01.2017 № 26 «Про затвердження Порядку розроблення водогосподарських балансів», який зареєстровано у Мін'юсті 17 лютого 2017 р. за № 232/30100 [Архівовано 25 березня 2019 у Wayback Machine.]
- Наказ Міністерства екології та природних ресурсів України від 06.02.2017 № 45 «Про затвердження Переліку забруднюючих речовин для визначення хімічного стану масивів поверхневих і підземних вод та екологічного потенціалу штучного або істотно зміненого масиву поверхневих вод», який зареєстровано у Мін'юсті 20 лютого 2017 р. за № 235/30103 [Архівовано 25 березня 2019 у Wayback Machine.]
- Наказ Міністерства екології та природних ресурсів України від 23.06.2017 № 234 «Про затвердження форми дозволу на спеціальне водокористування та форми нормативного розрахунку водокористування і водовідведення», зареєстрований в Міністерстві юстиції України 21 липня 2017 року за № 887/30755 [Архівовано 25 березня 2019 у Wayback Machine.]
- Наказ Міністерства екології та природних ресурсів України від 24.07.2017 № 276 «Про затвердження Положення про консервацію та розконсервацію меліоративних систем та окремих об'єктів інженерної інфраструктури», зареєстрований у Міністерстві юстиції України 14 серпня 2017 р. за № 1002/30870 [Архівовано 25 березня 2019 у Wayback Machine.]
- Наказ Міністерства екології та природних ресурсів України від 09.08.2017 № 305 «Про затвердження Порядку організації та проведення особистого прийому громадян у Державному агентстві водних ресурсів України», зареєстрований у Міністерстві юстиції України 04.09.2017 за № 1076/30944 [Архівовано 25 березня 2019 у Wayback Machine.]

## Структура апарату Держводагентства
Департамент водного менеджменту
- Відділ адміністрування водного кадастру та моніторингу вод
- Відділ координації діяльності територіальних органів
- Відділ водних відносин
- Відділ з управління інфраструктурою

Фінансово-економічний департамент
- відділ економіки
- відділ бюджетних відносин
- відділ бухгалтерського обліку та звітності
- відділ з управління державним майном та інвестиційної діяльності

Управління комунікацій з громадськістю та захисту інформації
- відділ комунікацій з громадськістю та ЗМІ
- відділ документального забезпечення та доступу до публічної інформації

Юридичний відділ
Відділ з енергоефективності, охорони праці та господарського забезпечення
Відділ з управління персоналом
Сектор внутрішнього аудиту
Головний спеціаліст з питань режимно-секретної роботи
Головний спеціаліст з питань запобігання корупції
Головний спеціаліст з питань мобілізаційної роботи

### Територіальні органи Державного агентства водних ресурсів України
- Сектор у Вінницькій області
- Сектор у Волинській області
- Сектор у Дніпропетровській області
- Сектор у Донецькій та Луганській областях
- Сектор у Житомирській області
- Сектор у Закарпатській області
- Сектор у Запорізькій області
- Сектор в Івано-Франківській області
- Сектор у Кіровоградській області
- Сектор у Львівській області
- Сектор у Миколаївській області
- Сектор в Одеській області
- Сектор у Полтавській області
- Сектор у Рівненській області
- Сектор у Сумській області
- Сектор у Тернопільській області
- Сектор у Харківській області
- Сектор у Херсонській області та м. Севастополі
- Сектор у Хмельницькій області
- Сектор у Черкаській області
- Сектор у Чернівецькій області
- Сектор у Чернігівській області

## Водогосподарські організації

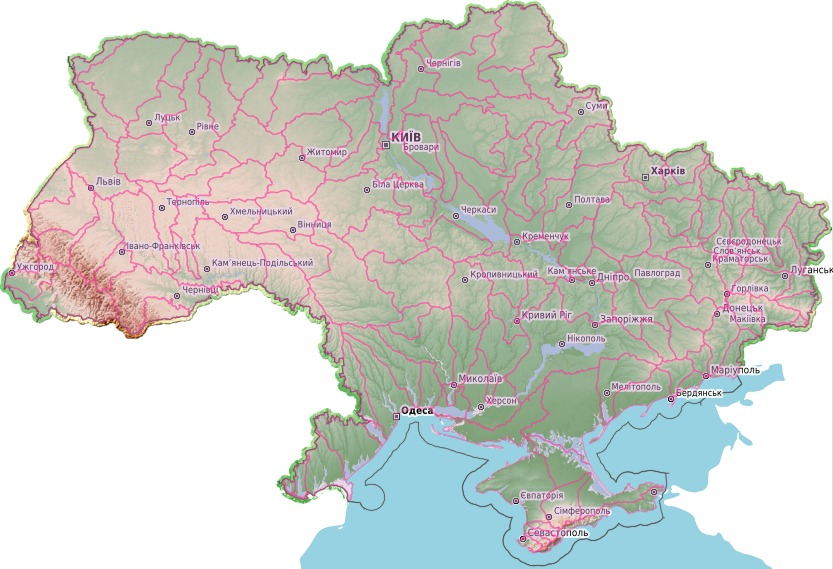
Мережа водогосподарських ділянок ДАВР України

Басейнові управління водних ресурсів
| Назва організації | Начальник                      | Адреса                                                    | Сайт                    |
| Басейнове управління водних ресурсів річки Тиси (БУВР Тиси)                                                             | КИСІЛЬ Олег Анатолійович       | 88018, м. Ужгород, Слов'янська набережна, 5               |                         |
| Басейнове управління водних ресурсів річок Західного Бугу та Сяну (БУВР Західного Бугу та Сяну)                         | ТУЦЬКИЙ Роман Іванович         | 79017 м. Львів, вул. Родини Крушельницьких, 14            | lviv.davr.gov.ua        |
| Басейнове управління водних ресурсів річок Причорномор'я та нижнього Дунаю (БУВР річок Причорномор'я та нижнього Дунаю) | ГРИЧУЛЕВИЧ Лілія Олександрівна | 65078, м. Одеса, вул. А.Гайдара, 13                       | oouvr.gov.ua            |
| Басейнове управління водних ресурсів річок Приазов'я (БУВР річок Приазов'я)                                             | ШЛЯХОВЧУК Володимир Андрійович | 69095, м. Запоріжжя, пр. Соборний, 105                    | zovh.gov.ua             |
| Басейнове управління водних ресурсів середнього Дніпра (БУВР середнього Дніпра)                                         | УРУПА Микола Миколайович       | 03110, м. Київ, вул. Преображенська, 25                   | kyivvodresursiv.kiev.ua |
| Дністровське басейнове управління водних ресурсів (Дністровське БУВР)                                                   | МИХАЙЛЮК Роман Йосипович       | 76014, м. Івано-Франківськ, вул. Академіка Сахарова, 23-а | vodaif.gov.ua           |
| Деснянське басейнове управління водних ресурсів (Деснянське БУВР)                                                       | ГРУДНИЦЬКА Наталія Миколаївна  | 14017, м. Чернігів, проспект Перемоги, 39-а               | desna-buvr.gov.ua       |
| Басейнове управління водних ресурсів річок Прут та Сірет (БУВР Пруту та Сірету)                                         | КАВУЛЯ Андрій Васильович       | 58013, м. Чернівці, вул. Героїв Майдану, 194-б            | dpbuvr.gov.ua           |
| Басейнове управління водних ресурсів річки Прип'ять (БУВР Прип'яті)                                                     | АЗИМА Василь Іванович          | 10001, м. Житомир, вул. Київська, 81                      | buvrzt.gov.ua           |
| Басейнове управління водних ресурсів річки Південний Буг                                                                | МАГЕРА Андрій Павлович         | 21100, м. Вінниця, вул. Василя Стуса, 7                   | buvr.vn.ua              |
| Сіверсько-Донецьке басейнове управління водних ресурсів (Сіверсько-Донецьке БУВР)                                       | ТРОФАНЧУК Сергій Іванович      | 84112, Донецька область, м. Слов'янськ, вул. Торська,35   | sdbuvr.gov.ua           |
| Басейнове управління водних ресурсів нижнього Дніпра (БУВР нижнього Дніпра)                                             | АНДРІЄНКО Ігор Олегович        | 73000, м. Херсон, вул. Торгова, 37                        | buvr.kherson.ua         |
| http://data.gov.ua/passport/515591e8-a419-4e30-9732-c73f26b7a43f                                                        |                                |                                                           |                         |

#### Регіональні офіси водних ресурсів
| Назва організації                                             | Начальник                                    | Адреса                                                       | Сайт                    |
| Регіональний офіс водних ресурсів у Дніпропетровській області | начальник ЧЕХУН Ольга Василівна              | 49044, м. Дніпро, пр. Дмитра Яворницького, 39а               | vodhoz.dp.ua            |
| Міжрегіональний офіс захисних масивів дніпровських водосховищ | ТУШЕВСЬКИЙ Олександр Миколайович             | 07301, Київська область, м. Вишгород, вул. Київська, 10/в    | dbuwr.com.ua            |
| Регіональний офіс водних ресурсів у Луганській області        | в.о. начальника РАДЧЕНКО Сергій Геннадійович | 92600, Луганська область, м. Сватове, вул. Слобожанська, 186 | rovrlg.gov.ua           |
| Регіональний офіс водних ресурсів у Полтавській області       | МОНАСТИРСЬКИЙ Олександр Миколайович          | 36039, м. Полтава, вул. М.Коцюбинського, 6                   | poltavavodgosp.gov.ua   |
| Регіональний офіс водних ресурсів у Кіровоградській області   | ГАЙДУК Катерина Іванівна                     | 25022, м. Кропивницький, вул. Дворцова, 32/29                | vodnik.kr.ua            |
| Регіональний офіс водних ресурсів у Миколаївській області     | ЖАДАН Наталія Миколаївна                     | 54030, м. Миколаїв, вул. Потьомкінська, 14                   | mk-vodres.davr.gov.ua   |
| Регіональний офіс водних ресурсів у Рівненській області       | МОСІЙЧУК Ігор Богданович                     | 33013, м. Рівне, вул. Кавказька, 7                           | rivnevodres.rv.ua       |
| Регіональний офіс водних ресурсів у Волинській області        | ЄВЛІКОВ Роман Леонідович                     | 43005, м. Луцьк, вул. 8 Березня, 1                           | vodres.gov.ua           |
| Регіональний офіс водних ресурсів річки Рось                  | в.о. начальника ПОЛЯКОВ Максим Георгійович   | 09114, Київська область, м. Біла Церква, вул. Глиняна, 51-в  | buvrrosi.com.ua         |
| Регіональний офіс водних ресурсів у Сумській області          | ГОРДІЙКО Олексій Петрович                    | 40030, м. Суми, вул. Г.Кондратьєва, 27                       | sumyvodres.davr.gov.ua  |
| Регіональний офіс водних ресурсів у Тернопільській області    | в.о. начальника ГАЛИЦЬКИЙ Олег Васильович    | 46003, м. Тернопіль, вул. За Рудкою, 35                      | rovrto.davr.gov.ua      |
| Регіональний офіс водних ресурсів у Хмельницькій області      | ГАЛКІНА Наталія Володимирівна                | 29013, м. Хмельницький, вул. Соборна, ф 29                   | https://rovrkhm.gov.ua/ |
| Регіональний офіс водних ресурсів у Харківській області       | БОЖКО Тетяна Василівна                       | 61145, м. Харків, вул. Космічна, 21                          | vodgosp.kharkov.ua      |
| Регіональний офіс водних ресурсів у Черкаській області        | ШВЕДЕНКО Микола Миколайович                  | 18000, м. Черкаси, вул. Смілянська, 118                      | ckovr.gov.ua            |

Управління каналів
| Назва організації                                              | Начальник                                 | Адреса                                                                            | Сайт              |
| Управління Головного Каховського магістрального каналу (УГКМК) | в. о. начальника ЛУНЬОВ Тарас Васильович  | 74822, Херсонська область, Каховський район, смт Любимівка, вул. Індустріальна, 4 | ugkmk.davr.gov.ua |
| Управління каналу Дніпро-Донбас (УКДД)                         | в.о. начальника ПОСТАВНИЙ Ігор Михайлович | 51918, Дніпропетровська область, м. Кам'янське, вул. Дніпробудівська, 6а          | ukdd.dp.ua        |
| Управління Північно-Кримського каналу (УПКК)                   | ШЕВЧЕНКО Сергій Олександрович             | 74988, Херсонська область, м. Таврійськ, вул. Незалежності, 11                    | upkk.com.ua       |
| Управління каналів річки Інгулець (УКРІ)                       | КУРІННИЙ Віталій Юрійович                 | 57300, Миколаївська обл., м. Снігурівка, вул. Центральна, 196                     |                   |
| https://davr.gov.ua/vodogospodarskiorganizacii                 |                                           |                                                                                   |                   |

Державні підприємства
| Назва організації                                                                                              | Директор                                              | Адреса                                      |
| Державне підприємство «Одеська об'єднана дирекція будівництва водогосподарських об'єктів» (ДП «Одеська ОДБВО») | в.о. директора ГАЛЬЧУК Лідія Кирилівна                | 65078, м. Одеса, вул. Гайдара, 13           |
| Державне підприємство «Укрводсервіс» (ДП «Укрводсервіс»)                                                       | в.о. генерального директора ПОГОРІЛЬЧУК Юрій Іванович | 03035, м. Київ, вул. Солом'янська, 1        |
| Державний регіональний проектно-вишукувальний інститут «Запоріждіпроводгосп»                                   | ШОКУН Валерій Олексійович                             | 69095, м. Запоріжжя, проспект Соборний, 105 |
| Державний проектно-вишукувальний інститут «Укрпівдендіпроводгосп»                                              | ВАНКЕВИЧ Анатолій Юрійович                            | 65078, м. Одеса, вул. Гайдара, 13           |

### АР Крим
- Республіканський комітет Автономної Республіки Крим по водогосподарському будівництву та зрошуваному землеробству
- Кримське басейнове управління водних ресурсів